# (545) Messaline
(545) Messaline (désignation internationale (545) Messalina) est un astéroïde de la ceinture principale découvert par Paul Götz le 3 octobre 1904.
Il a été ainsi baptisé en référence à Messaline (25-48), impératrice romaine.